# Великоглушанський заказник
Великоглушанський — гідрологічний заказник місцевого значення. Об'єкт розташований на території Любешівського району Волинської області, с. Велика Глуша.
Площа — 360 га, статус отриманий у 1979 році.
Охороняється болотний масив в заплаві р. Прип'ять, у рідколіссі зростають береза повисла (Betula pendula), вільха чорна (Alnus glutinosa), сосна звичайна (Pinus sylvestris), осика (Populus tremula), а також чагарники та інша болотна рослинність. 
Заказник входить до складу водно-болотних угідь міжнародного значення, що охороняються Рамсарською конвенцією головним чином як середовища існування водоплавних птахів, а також до Смарагдової мережі Європи.
У межах заказника мешкає багато видів водоплавних і навколоводних птахів, зокрема змієїд (Circaetus gallicus),  пугач звичайний (Bubo bubo) та лелеки чорного (Ciconia nigra) – види, занесені до Червоної книги України та міжнародних природоохоронних списків.